# Marco estonio

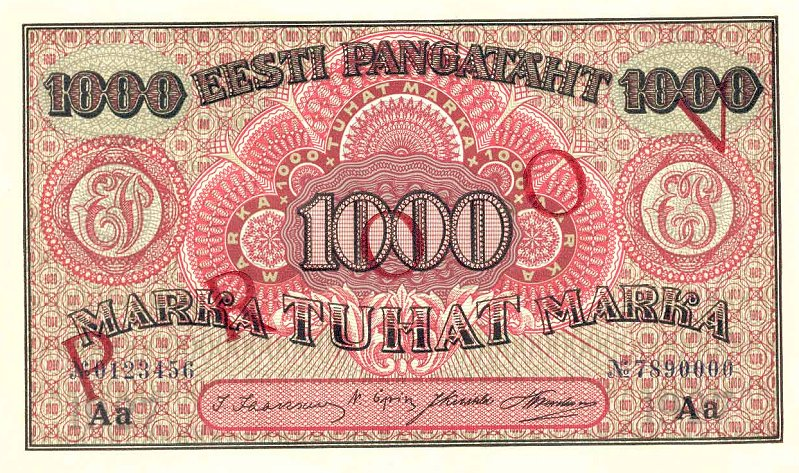
Billete de mil Marcos estonios

El marco (en estonio mark, plural marka) fue la moneda de curso legal de Estonia entre 1919 y 1928. Inicialmente equivalía al papiermark alemán, que circulaba en Estonia junto al rublo ruso desde la ocupación alemana. El marco estonio estaba dividido en 100 penni. En 1928 fue sustituido por la corona estonia, y el cambio se fijó en 1 corona = 100 marcos.

## Monedas
Entre 1922 y 1926 se acuñaron monedas de 1, 3, 5 y 10 marcos. En 1922 se acuñó en cuproníquel, mientras que las emisiones posteriores se realizaron en Bronce de Níquel.

## Billetes
En 1919, se emitieron bonos del tesoro ("kassatäht") con denominaciones de 5, 10, 20 y 50 penni, 1, 3, 5, 10, 25 y 100 marcos, junto con billetes de 50 marcos ("pangatäht"). Más adelante se emitieron bonos del tesoro de hasta 1000 marcos, junto con billetes de hasta 5000 marcos. También se crearon letras de cambio ("vahetustäht"), en 1922, por valores de 10 y 25 marcos.